# Yangzhou
För andra betydelser, se Yangzhou (olika betydelser).
Yangzhou, även känt som Yangchow, är en stad på prefekturnivå i Jiangsu-provinsen i Folkrepubliken Kina. Den ligger omkring 100 kilometer nordost om provinshuvudstaden Nanjing.

## Historia
Staden är belägen längs med Kejsarkanalen och har länge varit ett viktigt centrum för handeln mellan nord och syd. Under Ming- och Qingdynastierna var Yangzhou centrum för den statligt kontrollerade salthandeln och staden var också en viktig kulturell ort, med många lokala akademier.

## Administrativ indelning
Yangzhou består av tre stadsdistrikt, ett härad och två städer på häradsnivå:
| Karta                                                                      | Indelning | Kinesiska | Pinyin       | Befolkning (2010) | Yta (km2) | Täthet   |
| 1 Hanjiang Jiangdu Baoying härad Gaoyou (stad) Yizheng (stad) 1. Guangling | |           |              |                   |           |          |
| -------------------------------------------------------------------------- | --- | --------- | ------------ | ----------------- | --------- | -------- |
| 1 Hanjiang Jiangdu Baoying härad Gaoyou (stad) Yizheng (stad) 1. Guangling | Innerstaden |           |              |                   |           |          |
| 1 Hanjiang Jiangdu Baoying härad Gaoyou (stad) Yizheng (stad) 1. Guangling | Guangling-distriktet | 广陵区    | Guǎnglíng qū | 340 977           | 78        | 4 371,50 |
| 1 Hanjiang Jiangdu Baoying härad Gaoyou (stad) Yizheng (stad) 1. Guangling | Hanjiang-distriktet | 邗江区    | Hánjiāng qū  | 1 051 322         | 776       | 1 354,79 |
| 1 Hanjiang Jiangdu Baoying härad Gaoyou (stad) Yizheng (stad) 1. Guangling | Förort |           |              |                   |           |          |
| 1 Hanjiang Jiangdu Baoying härad Gaoyou (stad) Yizheng (stad) 1. Guangling | Jiangdu-distriktet | 江都区    | Jiāngdū qū   | 1 006 780         | 1 333     | 755,27   |
| 1 Hanjiang Jiangdu Baoying härad Gaoyou (stad) Yizheng (stad) 1. Guangling | Landsbygd |           |              |                   |           |          |
| 1 Hanjiang Jiangdu Baoying härad Gaoyou (stad) Yizheng (stad) 1. Guangling | Baoying härad | 宝应县    | Bǎoyìng xiàn | 752 074           | 1 483     | 507,13   |
| 1 Hanjiang Jiangdu Baoying härad Gaoyou (stad) Yizheng (stad) 1. Guangling | Satellitstäder på häradsnivå |           |              |                   |           |          |
| 1 Hanjiang Jiangdu Baoying härad Gaoyou (stad) Yizheng (stad) 1. Guangling | Gaoyou | 高邮市    | Gāoyóu shì   | 744 662           | 1 967     | 378,57   |
| 1 Hanjiang Jiangdu Baoying härad Gaoyou (stad) Yizheng (stad) 1. Guangling | Yizheng | 仪征市    | Yízhēng shì  | 563 945           | 901       | 625,91   |
| 1 Hanjiang Jiangdu Baoying härad Gaoyou (stad) Yizheng (stad) 1. Guangling | Totalt | Totalt    | Totalt       | 4 459 760         | 6 678     | 667,82   |
| 1 Hanjiang Jiangdu Baoying härad Gaoyou (stad) Yizheng (stad) 1. Guangling | I november 2011 slogs Weiyang-distriktet (维扬区) samman med Hanjiang-distriktet, medan Jiangdu, som tidigare varit en stad på häradsnivå slogs samman med Zhejiang som Jiangdu-distriktet. |           |              |                   |           |          |

## Klimat
Genomsnittlig årsnederbörd är 1 119 millimeter. Den regnigaste månaden är juli, med i genomsnitt 254 mm nederbörd, och den torraste är januari, med 28 mm nederbörd.